# Iphiaulax africanus
Iphiaulax africanus är en stekelart som först beskrevs av Dalla Torre 1898.  Iphiaulax africanus ingår i släktet Iphiaulax och familjen bracksteklar. Inga underarter finns listade i Catalogue of Life.